# Marina-Carlota Windsor
Marina-Charlotte Alexandra Katharine Helen Windsor (Cambridge, 30 de setembro de 1992) é a filha mais velha de Jorge Windsor, Conde de St. Andrews e de Silvana Windsor, Condessa de St. Andrews. 
Ela nasceu em Rosie Hospital, Cambridge, e foi nomeada a partir de sua bisavó, a princesa Marina, Duquesa de Kent. Foi excluída da linha de sucessão ao trono britânico em 2008, por ter aderido ao catolicismo (altura em que era a 24ª na linha de sucessão -  hoje seria a 36ª).
Marina-Charlotte estudou em St Mary's Ascot, um internato para meninas, e sua matéria favorita é drama.